# Navadni nagnoj
Navadni nagnoj (znanstveno ime Laburnum anagyroides) je listopadni grm iz družine metuljnic, ki je razširjen po Evropi in tudi Sloveniji.

## Opis
Navadni nagnoj je grm, ki v višino doseže do 7 metrov in ima gladko skorjo in viseče veje. Listi so sestavljeni iz treh ovalnih lističev, ki so pritrjeni na dolge peclje. Zgornja stran listov je gladka, spodnja pa je poraščena z gostimi dlačicami. Cvetovi so zbrani v grozdasta socvetja rumene barve, dolga med 10 in 25 cm. Rastlina cveti od maja do junija. Plodovi so svilnato dlakavi, ploščati stroki, dolgi med 4 in 7 cm. Dozorijo avgusta ali septembra.

## Razširjenost in uporabnost
Navadni nagnoj je samonikel v južnem delu srednje in v jugozahodni Evropi, kjer najbolje uspeva v milejšem podnebju in na apnenčasti zemlji. V preteklost so iz lesa navadnega nagnoja izdelovali loke, danes pa ga sadijo le še v okrasne namene.
Cela rastlina vsebuje toksin citizin, ki ob zaužitju povzroča slabost, bruhanje, hipertenzijo, midriazo, znojenje in epileptične krče, kar lahko vodi v nezavest, paralizo mišic in dihalno odpoved ter posledično lahko povzroči smrt.